# Borsalino and Co.
Pour les articles homonymes, voir Borsalino.
Série
Borsalino
(1970)
Pour plus de détails, voir Fiche technique et Distribution.
Borsalino and Co. est un film franco-italo-allemand réalisé par Jacques Deray et sorti en 1974. Il fait suite à Borsalino, du même réalisateur, sorti en 1970.
Le film a été restauré par Pathé Production en 2013.

## Synopsis
Roch Siffredi, chef de gang très en vue à Marseille, vient d'ouvrir un établissement somptueux qui lui promettrait des jours heureux dans cette ville, s'il ne venait pas d'enterrer son ami et associé François Capella, qui est décédé. Il jure de le venger. Il apprend qu'un certain Giovanni Volpone, récemment arrivé à Marseille, est à l'origine du meurtre. Le commissaire Fanti passe voir Siffredi après la mort de Capella. Il constate la réussite du truand et admire le nouvel établissement : il a une certaine estime pour Roch, mais quand des évènements agitent le milieu, sa politique est de laisser les truands s'entretuer ! Il informe cependant Siffredi que Volpone est un homme dangereux : le gangster italien, semble avoir des ambitions sur la ville de Marseille ; il a des moyens importants tant en hommes qu'en finances et des soutiens politiques efficaces dans la période qui précède la guerre. Volpone est en relation avec le fascisme international. Il a le projet de « nettoyer » la ville et d'en faire une base expérimentale pour préparer une ère nouvelle.
Roch apprend que le frère de l'Italien arrive à Marseille par le train et seul : il le tue en le précipitant hors du train en marche. Les bandes de Siffredi et Volpone se croisent sur le quai à l'arrivée en gare de Marseille et Volpone sait que son frère n'arrivera plus : on le  retrouvera sur le bord de la voie dans les jours qui suivent.
La guerre est déclarée avec l'Italien. Les représailles ne tardent pas ! Siffredi a sous-estimé Volpone : celui-ci organise une vaste opération qui anéantit la bande de Roch et met la main sur le bordel du truand marseillais. Roch est lui-même pris par les hommes de l'Italien. Seul Fernand, jeté à la mer avec une pierre aux pieds, en réchappe in extremis.
Volpone anéantit le gang de Siffredi, contraint sa femme à se prostituer dans un de ses bordels. Le commissaire Fanti est remplacé par Cazenave, à la solde des fascistes. Volpone  fait subir à Roch une cure « d'intoxication à l'alcool » jusqu'à en faire une épave qu'il livre en pâture aux journalistes, puis il le fait interner dans un hôpital psychiatrique. Roch est sevré de l'alcool, mais il n'est plus seulement humilié : il est psychologiquement affaibli. Fernand, son fidèle ami, s'acharne à le retrouver et n'a en tête que de le sortir de cette prison : il se fait embaucher dans une entreprise de menuiserie et peut pénétrer dans l'hôpital, qui ressemble à une forteresse.
Roch s'évade alors grâce à son ami, mais ils ne peuvent pas rester à Marseille. C'est le départ, par bateau, pour l'exil en Italie. Trois ans après, Siffredi a  retrouvé ses moyens, sa santé et a reconstitué une bande. Avec Fernand, ils  reviennent, occupent une ancienne demeure de Roch aussi discrète que luxueuse et, en quelques jours, ils libèrent Lola, détruisent le pouvoir de Volpone et son empire en employant des méthodes qui sont celles de la mafia : la gâchette et les explosifs fonctionnent à tout-va !
Mais Cazenave n'est pas à la hauteur et Volpone se trouve seul cette fois-ci face à Siffredi, qui prend l'initiative des actions : Fanti est rappelé quand on retrouve Cazenave et Sam, le second de Volpone, gavés d'alcool dans un bar, tenant des propos fascistes en présence des journalistes qui précèdent la police. Les autorités de l'État ne soutiennent plus Volpone : les temps ont changé et le personnage est encombrant. Fanti préconise de « laisser faire » les gangs : Volpone finit dans la chaudière du train qui l'emmène en Allemagne où il allait retrouver ses appuis. Roch a éliminé son adversaire et peut reprendre sa place, mais il ne se sent plus chez lui à Marseille et s'embarque pour les États-Unis en compagnie de son amie Lola et de son gang.

## Fiche technique
- Titre original : Borsalino and Co.
- Réalisation : Jacques Deray
- Scénario : Jacques Deray et Pascal Jardin
- Dialogues : Pascal Jardin
- Musique : Claude Bolling
- Décors : François de Lamothe
- Costumes : Jacques Fonteray
- Photographie : Jean-Jacques Tarbès
- Caméraman : Claude Bourgoin
- Montage : Henri Lanoë
- Son : Jean Labussière
- Assistants du réalisateur : Patrick Bureau, Philippe Lefebvre
- Producteur : Julien Derode pour Maurice Jacquin et Alain Delon
- Sociétés de production : Adel Camaccio, Paris ; Medusa Produzione, Rome ; T.I.T., Munich
- Société de distribution d'origine	: CIC - Cinema International Corporation
- Pays de production :  France,  Italie et  Allemagne de l'Ouest
- Langue : français
- Distributeur : C.I.C. (France)
- Durée : 100 minutes
- Date de sortie :
  - France : 23 octobre 1974
- Classification CNC : initialement « interdit aux moins de 13 ans », puis « tous publics »

## Distribution
- Alain Delon : Roch Siffredi
- Riccardo Cucciolla : Giovanni Volpone et Francesco Volpone
- Reinhard Kolldehoff : Sam
- Lionel Vitrant : Fernand
- Daniel Ivernel : commissaire Fanti
- Catherine Rouvel : Lola
- André Falcon : commissaire Cazenave
- Adolfo Lastretti : Luciano
- Greg Germain : le « Nègre »
- Pierre Koulak : Spada
- Marius Laurey : l'inspecteur Teissère
- Djelloul Beghoura : Lucien
- Gunter Spoerle : Giuliano (non crédité)
- Roger Lumont : le patron du bar de la Marine (non crédité)
- Jacques Debary : le préfet
- Marc Eyraud : le médecin-chef de l'asile (non crédité)
- Serge Davri : Charlie
- Günter Meisner : le médecin
- Anton Diffring (doublé par Howard Vernon) : un Allemand
- Bruno Balp : un spectateur de l'Alcazar
- Michèle Bach : la chanteuse de l'Alcazar
- Yvan Chiffre
- Jacques Pisias : un homme de Sam
- Henri Attal : un gardien à l'asile
- Joëlle Bernard : la maquerelle
- Marie Marczack : l'employée de l'Alcazar
- Janine Souchon : la religieuse à l'asile
- Sylvain Lévignac : le portier
- Philippe Castelli : le coiffeur
- Marcel Gassouk : joueur de cartes
- Maurice Auzel : un policier (et un homme de Sam)[1]
- Mireille Darc : une prostituée dans la rue
- Laure Moutoussamy : une prostituée
- Claudine Auger : la passagère sur le paquebot (caméo)
- Evelyne Scott : la servante au gâteau (à confirmer)
- Jean Abeillé[2]
- Gabriella Farinon (en)
- Noëlle Guidi[3]

## Production

### Genèse et développement
Une suite était envisagée à Borsalino, sorti en 1970, mais quatre ans plus tard il ne reste plus qu'un seul protagoniste. En réalité, Jean-Paul Belmondo ne peut apparaître à cause d'un conflit juridique qui oppose les deux acteurs. En effet, sur l'affiche de Borsalino, le premier reproche à Alain Delon de faire apparaître deux fois son nom, à la fois comme acteur et comme producteur, et de plus devant le sien. Jean-Paul Belmondo porte l'affaire devant les tribunaux et gagne son procès. La brouille, rapportée et amplifiée dans les médias, servit le succès de Borsalino, mais explique l'absence de Jean-Paul Belmondo dans sa suite et la mort du personnage qu'il interprète, François Cappela, à la fin du premier opus. Dans Borsalino and Co., Roch Siffredi venge son ami et tue ses assassins. Alain Delon organise une coproduction avec l'Italie et l'Allemagne et confie la réalisation à Jacques Deray, qui dirige pour la quatrième fois Alain Delon sur les neuf au total.

### Scénario
Borsalino and Co. est une sorte de western marseillais où la vengeance tient une place centrale et où la tonalité sombre qui l'enveloppe est en parfait contraste avec l'ironie subtile et insouciante du premier opus. Le thème de l'homme confronté à son passé, qui apparaît ici pour la première fois, est une des constantes les plus récurrentes des personnages interprétés par la suite par Delon.

### Attribution des rôles
C'est l'un des deux interprètes principaux de Sacco et Vanzetti, Riccardo Cucciolla, qui joue le rôle de l'ennemi de Roch Siffredi, le fasciste Volpone.

### Musique
On retrouve le thème musical créé par Claude Bolling.

## Sortie et accueil
Tourné avec le même budget que son prédécesseur (14 millions de francs), Borsalino and Co sort dans les salles françaises le 23 octobre 1974 avec une interdiction aux moins de 13 ans. Toutefois, il ne réitère pas le succès de son prédécesseur, puisque après un démarrage honorable, le film connaît une forte baisse dans les salles les semaines suivantes, se contentant de terminer son exploitation avec 1 698 380 entrées en France, dont 504 047 entrées sur Paris et sa banlieue, alors que Borsalino avait fini avec 4 710 381 entrées, dont 1 365 069 entrées sur Paris et sa banlieue.
| Semaine | Semaine                            | Rang | Entrées | Cumul             | no 1 du box-office hebdo.        |
| ------- | ---------------------------------- | ---- | ------- | ----------------- | -------------------------------- |
| 1       | du 24 octobre au 29 octobre 1974   | 2    | 283 767 | 283 767 entrées   | La Moutarde me monte au nez      |
| 2       | du 30 octobre au 5 novembre 1974   | 3    | 346 700 | 630 467 entrées   | La Moutarde me monte au nez      |
| 3       | du 6 novembre au 12 novembre 1974  | 4    | 208 335 | 838 802 entrées   | La Moutarde me monte au nez      |
| 4       | du 13 novembre au 19 novembre 1974 | 7    | 115 952 | 954 754 entrées   | La Moutarde me monte au nez      |
| 5       | du 20 novembre au 26 novembre 1974 | 8    | 100 986 | 1 055 740 entrées | La Moutarde me monte au nez      |
| 6       | du 27 novembre au 3 décembre 1974  | 8    | 98 103  | 1 153 843 entrées | Robin des Bois                   |
| 7       | du 4 décembre au 10 décembre 1974  | 9    | 71 804  | 1 225 647 entrées | Robin des Bois                   |
| 8       | du 11 décembre au 17 décembre 1974 | 11   | 45 569  | 1 271 216 entrées | Robin des Bois                   |
| 9       | du 18 décembre au 24 décembre 1974 | 20   | 28 882  | 1 300 098 entrées | Les Bidasses s'en vont en guerre |
| 10      | du 25 décembre au 31 décembre 1974 | 13   | 73 876  | 1 373 974 entrées | Les Bidasses s'en vont en guerre |
| 11      | du 1er janvier au 7 janvier 1975   | 18   | 37 598  | 1 411 572 entrées | Les Bidasses s'en vont en guerre |
| 12      | du 8 janvier au 14 janvier 1975    | 25   | 23 572  | 1 435 144 entrées | Les Bidasses s'en vont en guerre |
| 13      | du 15 janvier au 21 janvier 1975   | 28   | 19 432  | 1 454 576 entrées | Les Bidasses s'en vont en guerre |

## À noter
- En réalité, Roch Siffredi est le nom du régisseur du film. Cheville ouvrière de tous les tournages qui se font à Marseille, il fut également régisseur de French Connection 2[9].
- C'est à cette époque qu'Alain Delon et Jacky Imbert ont été présentés par Bimbo Roche, un lieutenant de Jean-Dominique Fratoni et de Tany Zampa. Jacky a l'habitude de fréquenter une discothèque très en vue à l'époque à Marseille sur la place Thiars, L'Ascenseur, tenue par Monique Sessler. En 1973, à l'époque du tournage de Borsalino and Co., Alain Delon s'assoit souvent à la même table que Jacques Imbert. Jacky suit avec assiduité les prises de vue. À tel point que certains pensent avoir vu Imbert à l'écran. Ce à quoi ce dernier répond de manière ironique : « Figurant, moi ? J'aurais bien pu figurer au générique… mais comme producteur. »
- C'est le nom du personnage principal, Roch Siffredi, qui a inspiré le nom de scène de l'acteur pornographique Rocco Siffredi[10].